# Tetiva (matematika)
Tetíva v geometriji je zveznica dveh točk krivulje, posebno pri krožnici. V obe smeri podaljšana tetiva je sečnica (presečnica, sekanta).
Dolžina tetive: {\displaystyle a=2r\sin {\frac {\alpha }{2}}}, če je {\displaystyle \alpha \,} središčni kot, tj. kot, ki ga oklepata daljici med središčem kroga in presečiščema tetive s krogom.
Ali {\displaystyle a=2{\sqrt {r^{2}-h^{2}}}}, če je {\displaystyle h} razdalja med tetivo in krožnico.